# جورج سميث (لاعب كرة قاعدة)
جورج سميث (بالإنجليزية: George Smith) هو لاعب كرة قاعدة أمريكي، ولد في 7 يوليو 1937 في سانت بيترسبرغ في الولايات المتحدة، وتوفي بنفس المكان في 15 يونيو 1987 بسبب سرطان.

## وصلات خارجية
- جورج سميث على موقعبيزبول رفرنس.كوم (الدوري الرئيسي) (الإنجليزية)
- جورج سميث على موقعبيزبول رفرنس.كوم (الدوري الثانوي) (الإنجليزية)